# Mistrzostwa Polski w kolarstwie przełajowym 1931
Mistrzostwa Polski w kolarstwie przełajowym 1931 odbyły się w Krakowie.

## Wyniki
- Władysław Motyka (KKCiM Kraków)[1]
- Jan Głowacki (AKS Warszawa)
- Józef Wünsch (Legia Kraków)